# Roumois

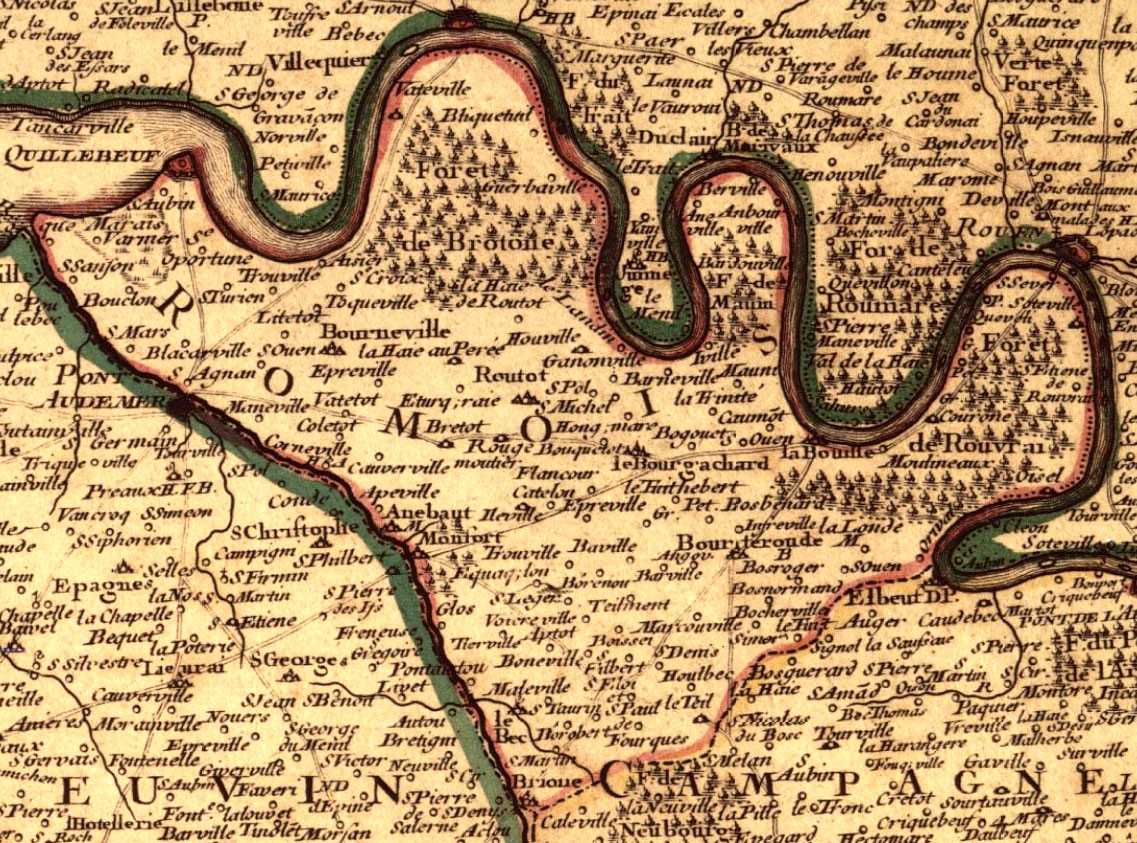
Kaart van de Roumois, 1716

De Roumois, of de streek van Rouen, is een natuurlijke streek van Frankrijk, gelegen in het departement van de Eure in Normandië.
In het verleden was het een provincie van Normandië. De belangrijkste steden zijn Bourg-Achard et Bourgtheroulde-Infreville. Plaatsen als Berville-en-Roumois, Bosc-Renoult-en-Roumois, Le Bosc-Roger-en-Roumois, Cauverville-en-Roumois en Épreville-en-Roumois herinneren nog aan de naam van de oude provincie.

## Bron
- Marthe Perrier, Le Roumois, pays de Rouen, éd. Bertout, Luneray, 1995